# Истра у Народноослободилачкој борби
Антифашистички покрет у Истри под водством Комунистичке партије Југославије активирао се ради ослобођења од окупаторских снага у Другом свјетском рату, те уједињења у нову југословенску заједницу. Истра се помиње већ у првим прогласима Комунистичке партије Хрватске у априлу 1941. године, но како је била саставни дио италијанске државне територије, покрет се развијао у сложеним војним и политичким условима. Пошто је Истра дуго времена била саставни део фашистичке Италије, са чврстим системом власти, Народноослободилачки покрет у почетку није имао превише перспектива за масовни устанак. До општег оружаног устанка дошло је након капитулације Италије септембра 1943. године. Истра је ослобођена у завршним операцијама ЈА у мају 1945. године.

## Припреме и почетак устанка
Како су се циљеви Народноослободилачког покрета Хрватске и Словеније подударали с тежњама већинског хрватског и словеначког становништва Истре, по окупацији Краљевине Југославије чланови КП Хрватске и КП Словеније почињу дјеловати на истарском простору на којем нису имали ни чланова ни организације. У помоћ су пристигли и истарски емигранти, које је окупација затекла у различитим крајевима Југославије. Вршили су припреме за отпор, окупљали становништво и припремали га за оружану борбу.
Стварајући илегалне пунктове и организације, чланови КП Хрватске наилазили су на потпору већинског пучанства, које је прихватило општу платформу НОП-а за национално и социјално ослобођење. Међутим, челници илегалне Комунистичке партије Италије у Истри су се у почетној фази отворено супротставили покрету који је долазио из Хрватске и Словеније. Несугласице о оружаној борби, национализму и интернационализму послије су превазишли, те од почетка 1942, а поготово од септембра 1943. године, италијански антифашисти масовније приступају хрватским и словеначким партизанским снагама.

## Народноослободилачки покрет до септембра 1943. године
Знатну је помоћ хрватским антифашистима у организовању устанка пружио Окружни комитет КПХ за Хрватско приморје. Већ први летак, објављен у јулу 1941. године у Сушаку под насловом „У борбу“, подијељен је не само у Сушаку и Приморју, већ и у Ријеци и дијелу Истре. Био је то први писани позив у борбу који се читао у Истри. Организацију НОП-а у Медулину, Продолу и осталим мјестима основали су у јуну 1941. године чланови Освободилне фронте Словеније.
Италијанска полиција је пратила развој НОП-а, па је крајем године открила тршћанску и организацију на Пуљштини, а 1942. године либурнијску и пазинску. У влаку су крај Хрпеља 6. септембра 1942. године ухићени Мијо Пикунић и Марио Шпилер, који су путовали у Трст на састанак са члановима КП Италије. Након откривања медулинске организације СКОЈ-а затворени су и осуђени њени чланови.
Од средине 1942. године, покрет добива чвршће организационе облике. Дјелују скупине сарадника и симпатизера, оснивају се институције НОП-а, организације КПХ, СКОЈ-а, УСАОХ-а и АФЖ-а. Већ у априлу 1942. године у Наносу су основане Випавска и Бркинска партизанска чета. Крајем августа основана је у Горском котару Прва истарска партизанска чета као део Другог батаљона Другог приморско-горанског одреда, који је био у надлежности Пете оперативне зоне Главног штаба Хрватске. Већ 3. септембра она је ушла у Истру и извела неколико оружаних акција. Упорним политичким радом у НОП се укључује и италијанско становништво.
Италијанске власти су посебним војним мјерама, ухићењима, осудама, прогонствима и системским надзором настојале да сузбију субверзивну дјелатност и онемогуће ширење партизанског покрета из Хрватске и Славоније на италијанску државну територију. НОП ипак успијева да дјелује и у отежаним условима.
У прољеће 1943. године у Каројби је основано Привремено партијско руководство за Истру, за чијег је секретара постављен Јосип Матас. У августу 1943. године у Истри дјелује стотинак Народноослободилачких одбора с више од хиљаду чланова, основане су све друге организације НОП-а, тискају се леци, прогласи и брошуре, покренута су гласила „Глас Истре“ и „Ил Ностро Ђорнале“, а до септембра 1943. године око осамсто Истрана је преко Рјечине успјело да се прикључи снагама НОП-а.

## Капитулација Италије и њемачка офанзива
Капитулацијом Фашистичке Италије 9. септембра 1943. године, букнуо је општи устанак. Разоружане су италијанске постројбе, основани су Оперативни штаб за Истру, те Прва, Друга и Трећа бригада и два одреда. Под оружјем се нашло око десет хиљада Истрана. Партизанске су постројбе контролисале цијело полуострво, осим Пуле, Фажане, Бриона, Водњана, Ријеке и Трста.
Политички дјелатници НОП-а изашли су из илегале и објавили националноослободилачки и државотворни програм. Власт су преузели НОО-и, а у мјестима у којима није устројена власт НОП-а Комитети јавног спаса. Пазинским одлукама, донесеним 13. и 26. септембра, Истра је уједињена са Хрватском, што је тада потврдило и Земаљско антифашистичко вијеће народног ослобођења Хрватске, призната су права италијанске мањине и изабран Покрајински НОО за Истру.
Њемачка Октобарска офанзива новоуспостављену је власт и партизанске постројбе присилила на повлачење. Више од двије хиљаде бораца и исто толико цивила изгубило је животе, ухићено их је више од хиљаду и двјесто, а у логоре одведено више од четири стотине особа, заплијењено је и разорено неколико стотина стамбених и господарских зграда. НОП је наставио активности и у условима њемачке окупације и репресије, попут покоља у Шајинима, Бокордићима, Малој Гајани, Крижу и осталим мјестима.
Крајем октобра и почетком новембра 1943. године, Оперативни штаб за Истру основао је тринаест партизанских чета, од којих је свака сачињавала неколико десетина бораца. Њихов број се до краја године удвостручио, а активност појачала. Оживљен је рад НОО-а, а 10. децембра 1943. године одржано је Прво савјетовање КП Хрватске за Истру у Бргудцу, затим Обласна конференција КПХ за Истру у Рачицама 25. децембра, те Обласна конференција СКОЈ-а за Истру 29. децембра.

## Активности НОП-а у 1944. години и завршне борбе за ослобођење
У првим мјесецима 1944. године оснивају се нове партизанске чете, батаљони и ударни батаљони, а 1. априла 1944. на Учки је одржана Прва обласна конференција Уједињеног савеза антифашисичке омладине Хрватске за Истру и постројена обновљена Прва истарска бригада „Владимир Гортан“. У априлу су основани Први партизански одред „Учка“, 4. априла крај Бала италијански батаљон „Пино Будицин“, 15. априла у Руданима Други пуљски партизански одред, а у јуну Друга истарска бригада. Постројбе Оперативног штаба за Истру чинила су у јулу 1944. године 4,864 војника, официра и подофицира. У августу су у Чабру у Горском котару основане Трећа истарска бригада и 43. истарска дивизија НОВЈ.
Тога љета одржана је од 22. до 23. јула и Обласна конференција Антифашистичког фронта жена за Истру у Гвозду крај Рашпора. Основане су организације Јединственог народноослободилачког фронта у којима се као конститутивни фактор појављује привремени одбор Италијанске уније за Истру и Ријеку. Дјелују сеоски, општински, котарски, окружни, те обласни Народноослободилачки одбори као највише представничко тијело Народноослободилачког покрета Истре. НОО-и надзиру кретање, брину о безбједности и прехрани бораца и цивилног становништва, организују жетву и прикупљају помоћ, а дјелују и у окупираним градовима. Чланови НОО-а и припадници НОП-а организују учитељске течајеве и отварају школе на хрватском језику. Уз обласна гласила „Глас Истре“, „Ил ностро ђорнале“, „Истарски вјесник“ и „Вијести“ умножавају се и друга гласила, попут пазинских или бузетских „Вијести“, „Пазинске вијести“, „Поречки вјесник“ и остале. Умнажају се и обласна гласила УСАОХ-а, попут „Јединства младих“. Дјелује Обласна казалишна дружина „Отокар Кершовани“, казалишне дружине окружних НОО-а за Бузет и Пазин, те италијанска казалишна дружина. Јачању културне дјелатности НОП-а допринијела је Обласна конференција културних радника Истре, одржана 15. августа 1944. године.
Љетни успјеси заустављени су у јесен 1944. године, када њемачке снаге утврђују обалу и простор Ћићарије, па је дјеловање тијела НОП-а отежано. Због снажног непријатељског притиска, долази и до нове подјеле према којој се преустројавају организације и институције НОП-а. Партизанске постројбе су већ у августу 1944. године напустиле Истру. У Горски котар повукли су се и поједини дијелови Обласног НОО-а за Истру, Обласни комитет КПХ, Обласни комитет СКОЈ-а, те Обласни одбори УСАОХ-а и АФЖ-а. Окружни комитети КПХ и Окружни НОО, непосредно везани за одређену територију, одржавали су континуитет НОП-а. У марту 1945. године на острву Олиб окупили су се чланови Обласног НОО-а за Истру, котарских НОО-а и Окружног и рејонског НОО-а за Пулу, како би се припремили за преузимање власти. Реорганизацијом су устројени окрузи Ријека и Пула, попуњен је административни апарат и основани нови одјели. Крајем априла снаге Југословенске армије с истарским батаљонима почеле су ослобађати Истру, у коју су се 27. априла 1945. године вратили чланови Обласног НОО-а, те почели организовати нову власт. Пазин је ослобођен 7. маја, а истог дана предале су се њемачке снаге у Пули.

## Биланс
У Истри је Народноослободилачки покрет био наставак традиције антифашизма, који је опстао упркос репресивним мјерама италијанских власти. Специјални суд за заштиту државе је од 1926. до 1943. године осудио на затвор или прогонство 692 истарска антифашиста.
У НОБ-у су учествовала 28.754 Истрана, од којих је 5.000 погинуло у борбама. Истрани су се борили и у пет прекоморских бригада, које су из Италије прешле у Југославију и учествовале у борбама за коначно ослобођење. Било је око 5.800 цивилних жртава, а у логоре је одведено 21.509 људи.

## Истакнуте личности НОП-а и народни хероји Истре
| - Моша Албахари - Вицко Антић - Олга Бан - Матео Бенуси Цио - Драгомир Бенчић | - Мате Блажина - Ђузепе Будицин Пино - Арсен Вивода - Јоже Грегорчич - Јурај Калц | - Јоаким Раковац - Јосип Скочилић - Никола Цар Црни - Витомир Широла - Јозо Шуран |